# Adrián Fernández (calciatore)
Adrián Gustavo Fernández (Partido di General San Martín, 28 novembre 1980) è un ex calciatore argentino, di ruolo attaccante.